# Molophilus (Molophilus) perfidus
Molophilus (Molophilus) perfidus is een tweevleugelige uit de familie steltmuggen (Limoniidae). De soort komt voor in het Neotropisch gebied.